# Airbus A321
L'Airbus A321 è un aereo di linea bimotore a fusoliera stretta per trasporto passeggeri che fa parte della famiglia Airbus A320. Può trasportare fino a 244 passeggeri e viene utilizzato sulle rotte a corto-medio raggio. La sua fusoliera, allungata rispetto a quella dell'Airbus A320 da cui deriva, è stata la seconda variante della famiglia (dopo l'A320 originale). È entrato in servizio nel 1994, circa sei anni dopo l'Airbus A320, e condivide un type rating comune con tutte le altre varianti della famiglia Airbus A320, consentendo ai piloti di poter volare su tutti i velivoli della famiglia senza la necessità di ulteriore addestramento.
Nel dicembre 2010, Airbus ha annunciato una nuova generazione della famiglia A320, l'A320neo (neo - nuova opzione motore). La variante A321neo offre motori nuovi e più efficienti, combinati con miglioramenti della cellula e l'aggiunta di alette d'estremità (chiamate Sharklets), e un risparmio di carburante fino al 15% rispetto alla versione originale. L'A321neo può trasportare, come il predecessore, fino a 244 passeggeri, con un'autonomia massima di 4 000 miglia nautiche (7 400 km).
L'assemblaggio finale del velivolo ha luogo ad Amburgo, in Germania, o a Mobile, negli Stati Uniti d'America. È prevista per il 2022 l'apertura di una nuova catena di montaggio a Tolosa, in Francia.

## Storia del progetto

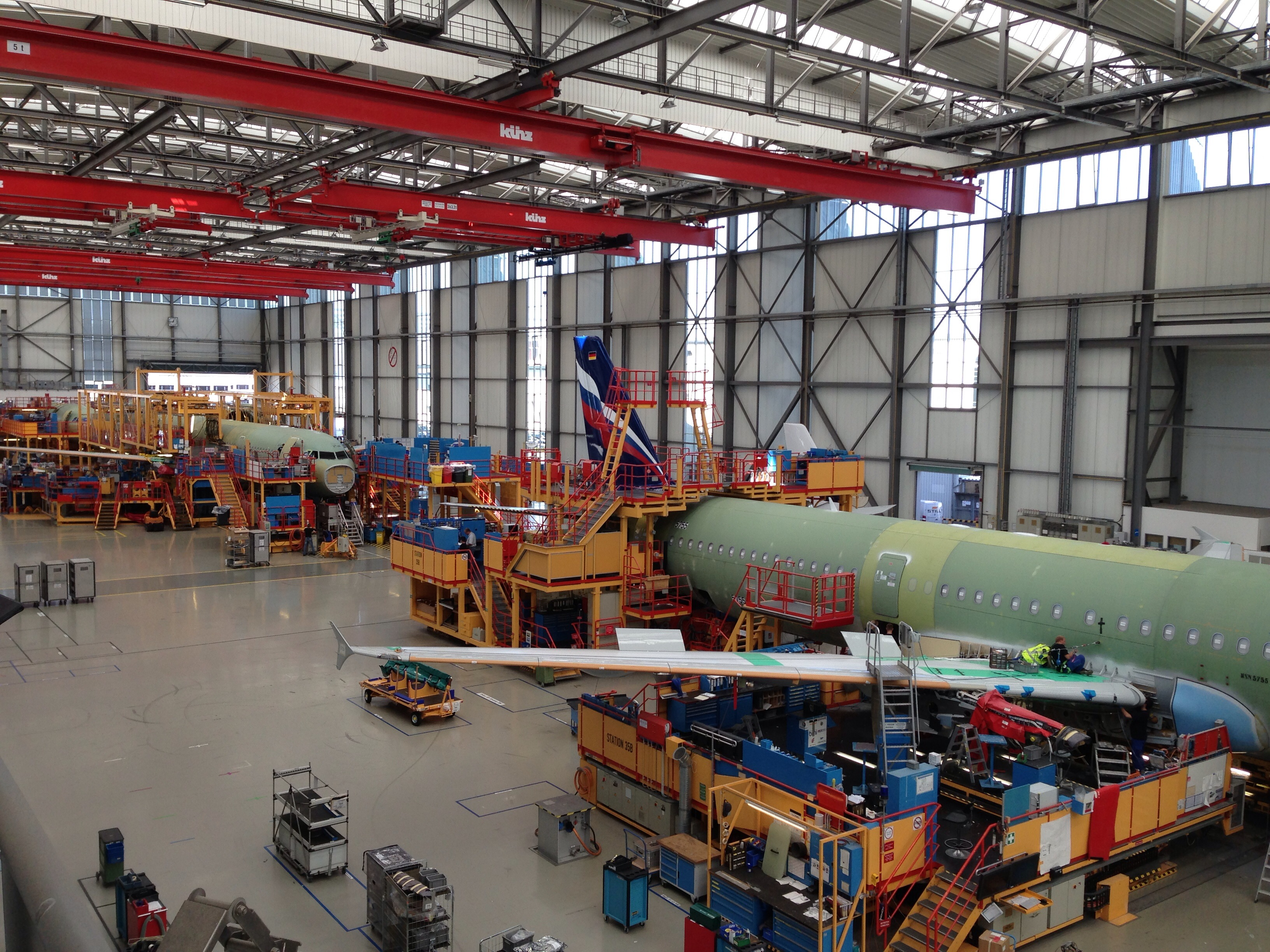
La linea di assemblaggio ad Amburgo, in Germania.

L'Airbus A321 è stato il primo derivato dell'A320, noto anche come A320 "allungato", A320-500 o A325. Il suo lancio è avvenuto il 24 novembre 1988, più o meno nello stesso periodo in cui l'A320 è entrato in servizio, dopo che erano stati garantiti gli impegni per 183 aeromobili da 10 clienti.
Il primo volo dell'Airbus A321 avvenne l'11 marzo 1993, quando il prototipo, registrazione F-WWIA, volò con motori IAE V2500; il secondo prototipo, equipaggiato con turboventola CFM56-5B, volò nel maggio 1993. Lufthansa e Alitalia sono state le prime ad ordinare gli "Airbus allungati", rispettivamente 20 e 40 aeromobili. Il primo degli A321 con motori V2500-A5 di Lufthansa arrivò il 27 gennaio 1994, mentre Alitalia ricevette il suo primo A321 con motori CFM56-5B il 22 marzo 1994. Il primo A321-100 è entrato in servizio nel gennaio 1994 con Lufthansa.
Per la prima volta nella storia dell'azienda, la parte finale dell'assemblaggio ha luogo in Germania. Ciò ebbe inizio dopo una disputa tra i francesi, che affermavano che la mossa avrebbe comportato 150 milioni di dollari (135 milioni di euro) in spese non necessarie associate al nuovo impianto, e i tedeschi, che affermavano che sarebbe stato più produttivo per Airbus nel lungo periodo. Alla fine, la seconda linea di produzione venne costruita ad Amburgo, che in seguito iniziò a produrre i più piccoli Airbus A319 e A318. Per la prima volta, Airbus entrò nel mercato obbligazionario, attraverso il quale raccolse 480 milioni di dollari per finanziare i costi di sviluppo. Ulteriori 180 milioni di dollari vennero presi in prestito dalla banca europea per gli investimenti e da investitori privati.
L'A321 è la variante più lunga della famiglia A320. La lunghezza dell'A321-200 supera i 44,5 metri, aumentando il peso massimo al decollo a 93 000 kg (205 000 lb). L'apertura alare rimane invariata, integrando vari ulteriori dispositivi alari. Due produttori forniscono motori turboventola per l'A321: CFM International, con il CFM56, e International Aero Engines, con il V2500.
A oltre 30 anni dal lancio, il peso massimo al decollo (MTOW) dell'A321 è cresciuto del 20% dalle 83 dell'A321-100 alle 101 tonnellate dell'A321XLR, i posti a sedere sono il 10% in più e la portata è raddoppiata da 2 300 miglia nautiche (4 300 km) a 4 700 miglia nautiche (8 700 km).

## Tecnica
L'Airbus A321 è un velivolo a fusoliera stretta (a corridoio singolo) con carrello di atterraggio a tre sezioni retrattile ed è spinto da due motori turboventola montati su piloni alari. È un monoplano ad ala bassa con un'unità di coda convenzionale avente un unico stabilizzatore verticale e timone. Le modifiche dall'A320 includono un allungamento della fusoliera e alcune modifiche all'ala. La fusoliera è stata allungata di 4,27 metri davanti all'ala e di 2,67 metri dietro, in modo che l'A321 sia 6,94 metri più lungo dell'A320. L'aumento della lunghezza ha richiesto che le uscite di emergenza attraverso i finestrini dell'A320 fossero convertite in porte e riposizionate davanti e dietro le ali. Per mantenere le prestazioni, sono stati inclusi flap a doppio slot e piccole modifiche al bordo d'uscita, aumentando l'area alare da 124 m² a 128 m². La fusoliera centrale e il carrello sono stati rinforzati per sostenere l'aumento del peso massimo al decollo di 9 600 kg, portandolo a 83 000 kg.

## Impiego operativo
Pratt & Whitney riscontrò problemi di affidabilità nei test dei suoi PW1100G, le cui correzioni influenzarono le consegne. Cebu Pacific avrebbe dovuto aggiungere i suoi primi tre A321neo ai suoi 40 A320ceo entro la fine del 2017, ma accettò di rinviarli. I primi due A321neo di Hawaiian avrebbero dovuto essere consegnati nel 2017, prima dell'imminente picco di passeggeri della stagione invernale, ma vennero posticipati all'inizio del 2018, un ritardo "frustrante" e "irritante", con ulteriori nove consegne nel 2018, principalmente nella prima metà dell'anno. Lo scopo era quello di aprire più rotte verso gli aeroporti della terraferma degli Stati Uniti non raggiungibili con i suoi widebodies, come Portland a Maui, o meglio abbinate e consentire di espandere due rotte al servizio giornaliero anziché stagionale, aggirando il suo hub di Honolulu. Alla fine hanno sostituito gli ultimi otto Boeing 767 della compagnia, ritirati prima della fine del 2018. Hanno consentito inoltre di spostare alcuni A330 sui mercati internazionali intorno al Pacifico.

### Incidenti
L'Airbus A321 è stato coinvolto in vari incidenti, alcuni gravi e alcuni meno, che hanno portato alla perdita di nove esemplari.
Tra questi si evidenziano:
- il volo TransAsia Airways 543, nel quale un A321 colpì un camion per lavori presente sulla pista durante l'atterraggio. Non ci furono vittime, ma due dei lavoratori rimasero feriti. È la prima perdita di un Airbus A321[16];
- il volo Airblue 202, dove un A321 si schiantò contro una collina a nord-est di Islamabad a causa di errori commessi dai piloti. Tutti i 146 passeggeri e sei membri dell'equipaggio rimasero uccisi. È il primo incidente con vittime per un Airbus A321, e il peggior incidente aereo nella storia del Pakistan[17];
- il volo Metrojet 9268, nel quale un A321 diretto a San Pietroburgo precipitò poco dopo il decollo dall'aeroporto Internazionale di Sharm el-Sheikh a causa dell'esplosione di una bomba in una valigia. L'attacco terroristico venne rivendicato dall'ISIS. A bordo vi erano 217 passeggeri e 7 membri dell'equipaggio, tutti deceduti. È il peggior disastro aereo coinvolgente un aereo di questo tipo[18];
- il volo Daallo Airlines 159, dove un A321 subì una rapida decompressione a causa di un'esplosione di una bomba di un suicida nella cabina; solo lui morì, mentre l'aereo riuscì a compiere un atterraggio di emergenza[19];
- il volo Ural Airlines 178, nel quale un A321 subì un impatto con volatili appena dopo il decollo. I piloti fecero atterrare l'aereo in un campo di grano a pochi chilometri dall'aeroporto; non ci furono vittime tra i 233 occupanti, ma 29 persone rimasero ferite. I piloti vennero in seguito premiati per il loro eroismo come "eroi della Federazione Russa".[20]

## Versioni

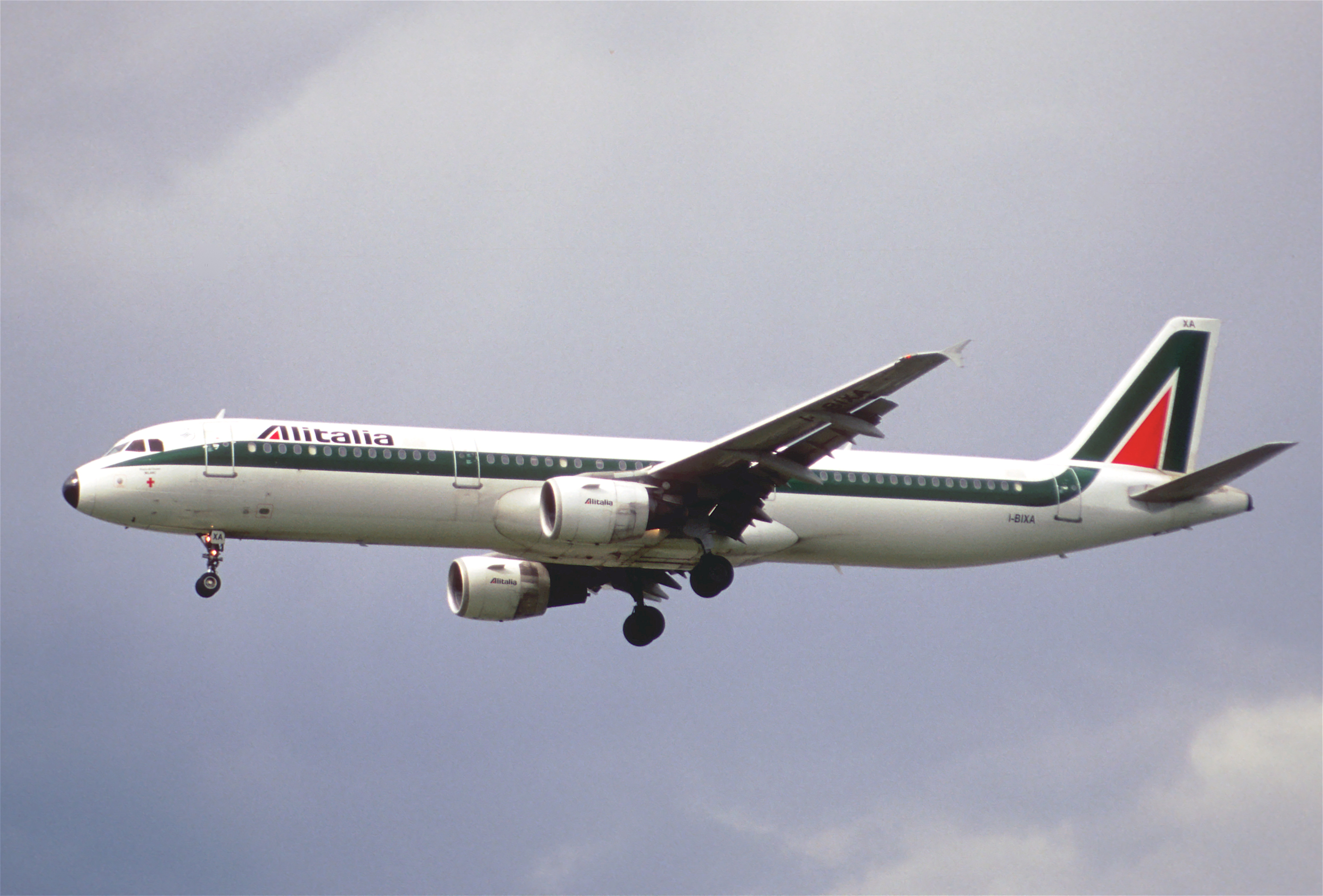
Il primo A321-100 consegnato nel marzo 1994 ad Alitalia.

### A321-100
La prima variante dell'A321, l'A321-100, ha un'autonomia più breve rispetto all'A320 poiché, per compensare il peso extra, non è stato aggiunto un serbatoio supplementare di carburante al progetto iniziale. Il suo peso massimo al decollo è di 83 000 kg. L'A321-100 entrò in servizio con Lufthansa nel 1994. Ne furono prodotti solo circa 90 esemplari.

### A321-200
Nel 1995, Airbus lanciò lo sviluppo dell'A321-200, con un peso e un'autonomia maggiori rispetto alla versione -100. Ciò si ottiene grazie all'utilizzo di motori a spinta più elevata (IAE V2533-A5 o CFM56-5B3), da un rafforzamento strutturale minore e da un aumento della capacità del carburante, grazie all'installazione di uno o due serbatoi opzionali da 2 990 litri vicini alla stiva posteriore. I serbatoi di carburante aggiuntivi portano la capacità totale di questo modello a 30 030 litri. Queste modifiche, se applicate, aumentano il peso massimo al decollo dell'A321-200 a 93 000 kg. La variante -200 volò per la prima volta nel dicembre 1996 ed entrò in servizio con Monarch Airlines nell'aprile 1997. Tra i suoi concorrenti diretti vi sono il Boeing 757 e il Boeing 737-900/900ER.

### A321neo

Un A321neo di Turkish Airlines.

Questa variante ha un rafforzamento strutturale nel carrello di atterraggio e nell'ala, un maggiore carico alare e altre modifiche minori apportate per sopportare un MTOW più elevato. Può trasportare da 180 a 220 passeggeri in una configurazione a 2 classi e fino a 244 passeggeri in classe unica; la sua autonomia è di 6.500 Km.
Il primo cliente fu ILFC. Il prototipo dell'Airbus A321neo, D-AVXB, volò per la prima volta il 9 febbraio 2016. Tre giorni dopo subì un tailstrike e volò a Tolosa per le riparazioni, ritardando il programma di certificazione di diverse settimane.
Ha ricevuto la certificazione con i motori Pratt & Whitney PW1100G il 15 dicembre 2016 e la certificazione EASA e FAA per la variante con i motori CFM Leap il 1º marzo 2017. Il primo A321neo,noleggiato da GECAS, è stato consegnato ad Amburgo a Virgin America, configurato con 184 posti a sedere e motori LEAP, ed è entrato in servizio nel maggio 2017.
Il peso a vuoto è di 1,8 tonnellate più elevato rispetto alla versione originale a causa dei nuovi motori e delle modifiche associate alla cellula: sono stati adattati i piloni del motore, la struttura alare, i sistemi di spurgo e dell'olio. A parità di peso massimo, raggiunge FL310 30 miglia nautiche (56 km) e 4 minuti prima del ceo.
A gennaio 2018, l'A321neo aveva ricevuto 1.920 ordini, superando gli ordini per l'A321ceo. A questo punto l'A321neo rappresentava il 32% di tutti gli ordini della famiglia A320neo, mentre l'A321 originale rappresentava solo il 22% degli ordini della famiglia A320ceo.

### A321neo LR

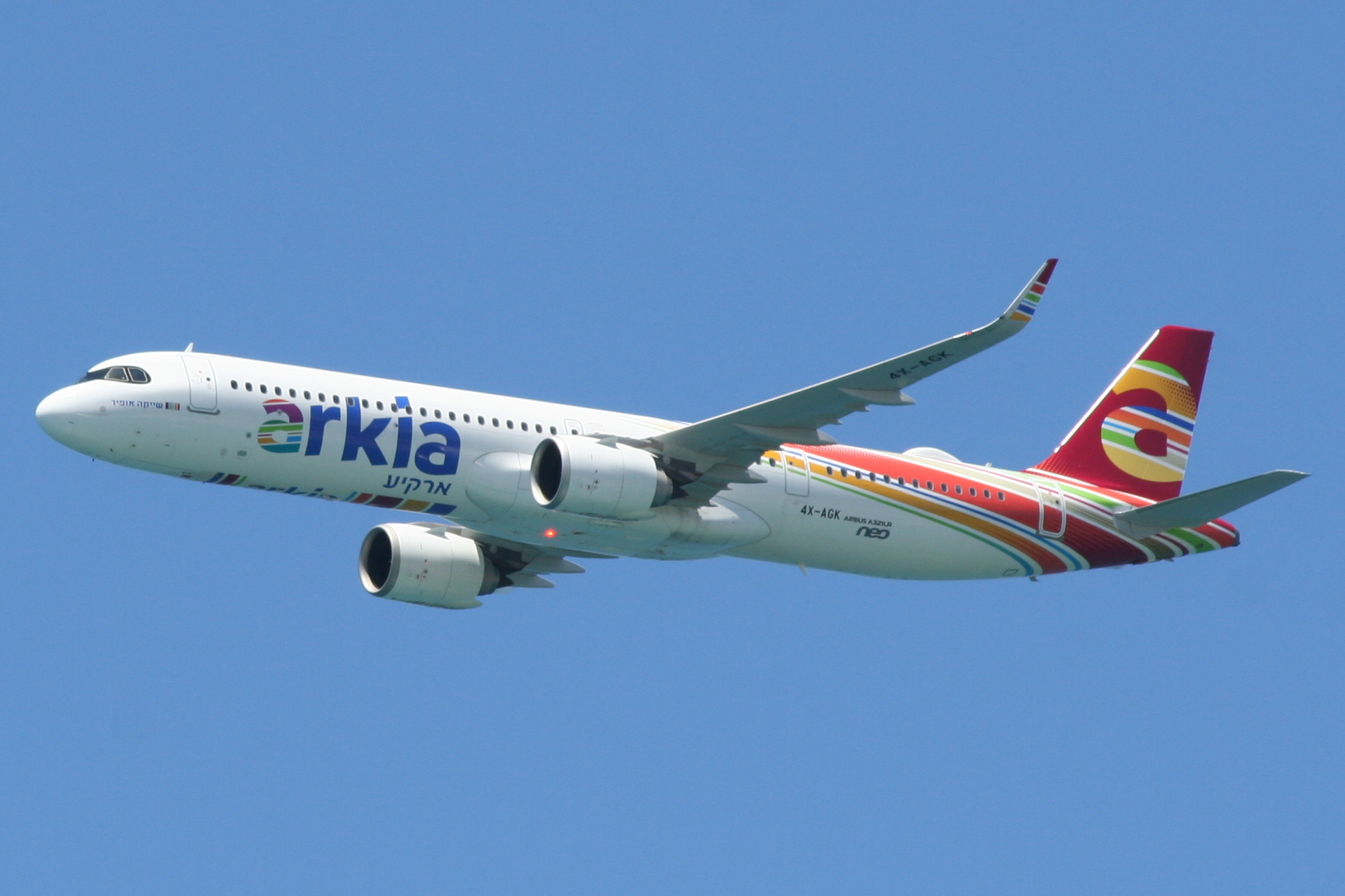
Un A321neo LR di Arkia.

Nell'ottobre 2014, Airbus ha iniziato a commercializzare una variante da 164 posti con un peso massimo al decollo di 97 tonnellate (214 000 lb) con tre serbatoi di carburante ausiliari; è chiamata A321neoLR (Long Range) e garantisce circa 100 miglia nautiche (190 km) in più di raggio operativo rispetto a un Boeing 757-200 configurato con 169 posti a sedere, costi di viaggio inferiori del 27% e costi per posto inferiori del 24%; l'introduzione era prevista nella seconda metà del 2018, due anni dopo l'A321neo.
Airbus ha lanciato l'A321LR il 13 gennaio 2015 con Air Lease Corporation come cliente di lancio, sperando di venderne almeno 1 000 esemplari. La configurazione iniziale di 164 posti (20 in business, 30 in premium economy e 114 in economy) è stata sostituita da una configurazione a due classi da 206 posti (16 in business e 190 in economy). La portata è di 4 000 miglia nautiche (7 400 km), 500 miglia nautiche (930 km) in più rispetto al normale A321. L'A321LR sta prendendo il posto del Boeing 757 sul mercato.
La certificazione era prevista per il secondo trimestre del 2018, con un programma che includeva test con uno, due, tre o nessun serbatoio centrale aggiuntivo e un volo transatlantico il 13 febbraio. I voli di prova includevano un volo a lungo raggio di 4 100 miglia nautiche (7 600 km) con motori CFM LEAP-1A, volato in circa 11 ore con l'equivalente di 162 passeggeri a bordo.
Airbus ha annunciato la sua certificazione congiunta FAA/EASA il 2 ottobre 2018, includendo ETOPS fino a 180 minuti consentendo qualsiasi rotta transatlantica. Il primo esemplare è stato consegnato al vettore israeliano Arkia, mentre 120 ordini sono stati garantiti da circa 12 operatori. Norwegian, TAP Air Portugal, Air Transat, Aer Lingus, Air Astana, Air Arabia e Azores Airlines hanno iniziato a ricevere i loro dal 2019 e Jetstar e Peach dal 2020. Il 13 novembre 2018, Arkia ha ricevuto il primo A321LR, con 220 posti in una singola classe e da utilizzare per voli verso Londra, Parigi, Barcellona per settori di massimo di 5 ore, oppure verso Zanzibar e le Seychelles; la compagnia ha riferito che si tratta del primo aereo a fusoliera stretta più efficiente del 757-300 mai utilizzato.
Nell'aprile 2019, la compagnia aerea statunitense JetBlue ha annunciato l'intenzione di utilizzare l'A321LR sulle rotte per Londra da Boston e New York City; la compagnia aerea ha convertito 13 dei suoi ordini per l'A321neo in A321LR per servire queste rotte.

### A321neo XLR

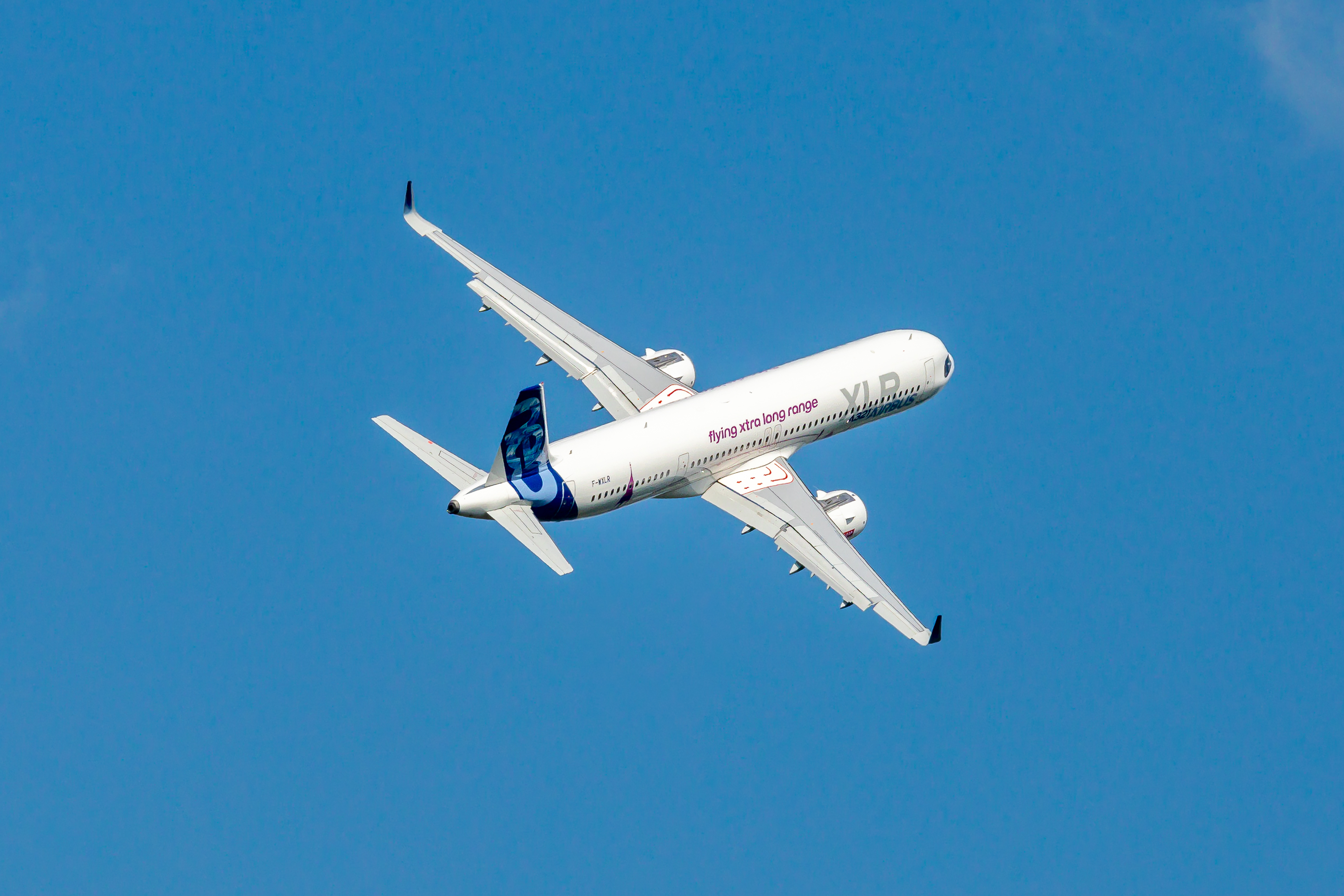
Il primo prototipo dell'A321neo XLR ad Berlino.

Nel gennaio 2018, Airbus ha avviato gli studi per una variante dell'A321LR con un peso massimo al decollo ulteriormente aumentato, per poter incrementare ancora di più la quantità di carburante trasportabile e di conseguenza l'autonomia. L'A321XLR, proposto con un'autonomia estesa a 4 500 miglia nautiche (8 300 km), è stato lanciato ufficialmente nel 2019, con il serbatoio centrale del carburante ampliato e integrato nella fusoliera per risparmiare peso.
L'A321XLR è stato ufficialmente lanciato al Salone dell'Aeronautica di Le Bourget il 17 giugno 2019, con consegne previste dal 2023. Il suo design offre 4 700 miglia nautiche (8 700 km) di autonomia e presenta un nuovo serbatoio centrale posteriore (RCT) permanente per più carburante, un carrello di atterraggio rinforzato per poter sostenere un peso massimo al decollo di 101 tonnellate (223 000 lb) e flap ottimizzati per preservare le prestazioni di decollo. L'RCT conterrà 12.900 litri di carburante, l'equivalente di quattro serbatoi standard da 3.121 litri, mentre pesa come uno e occupa lo spazio di due; Se richiesto, può essere montato anche un serbatoio anteriore supplementare. Poiché le sharklets permettono di abbassare le velocità di decollo e atterraggio, il passaggio da un flap interno a doppio slot a uno slot singolo riduce complessità, peso e resistenza, e l'FMS può impostare posizioni intermedie dei flap; il progetto può essere applicato ad altre varianti dell'A321neo.
Durante la fiera sono stati annunciati ordini da diversi locatori e compagnie aeree, a cominciare da Middle East Airlines, che ha ordinato quattro A321XLR, diventando così il cliente di lancio. Air Lease Corporation ha ordinato 27 A321XLR insieme a 23 altri A321neo e cinquanta A220-300. IAG ha citato un prezzo di listino di 142 milioni di dollari in quanto si è impegnata a ordinare 28 aeromobili, di cui otto per Iberia, sei per Aer Lingus, più 14 opzionali. Qantas Group ha effettuato un ordine per 36 XLR, da operare sulle rotte tra l'Australia e l'Asia. American Airlines ha convertito 30 ordini di A321neo in XLR e ha ordinato altri 20 XLR. Indigo Partners ha anche effettuato un ordine per 50 XLR per le sue divisioni aeree e Frontier Airlines ne ha ordinati 18, portando il numero totale di impegni annunciati al salone a 243.
Alcuni sono cauti riguardo al mercato potenziale: il CEO di Lufthansa Carsten Spohr vede la variante come un "aereo di nicchia" meno confortevole dei widebody, e un grande locatore è titubante poiché si aspetta un mercato di soli 400-500 aeromobili. Airbus sostiene che le modifiche minime significano che può essere utilizzato come un normale A321neo. L'XLR richiede il 30% in più di lavoro rispetto a un A321neo standard. I motori utilizzati generano 150 kN di spinta.
Il 29 ottobre 2019, IndiGo ha ordinato 300 aeromobili della famiglia A320neo comprendenti un mix di A320neo, A321LR e A321XLR, portando il numero totale di ordini di aeromobili della famiglia A320neo a 730. I rapporti mensili di Airbus elencano l'ordine di 300 velivoli come 87 A320neo e 213 A321LR/A321XLR. Il 3 dicembre 2019, United Airlines ha annunciato un ordine per l'acquisto di 50 Airbus A321XLR, con consegne a partire dal 2024, per sostituire la flotta di Boeing 757-200. Con un valore di $7,1 miliardi prima degli sconti, United prevede di utilizzare questi aeromobili per ulteriori destinazioni in Europa dai suoi hub della costa orientale di Washington e Newark, New Jersey.
Ad aprile 2020, erano stati ricevuti 450 ordini per l'XLR da 24 clienti. Airbus e Safran hanno iniziato la produzione dei primi pezzi per la fusoliera. Premium Aerotec produrrà la specifica struttura primaria del serbatoio del carburante al centro, Spirit AeroSystems costruirà il flap a singolo slot interno, FACC AG produrrà una carenatura della fusoliera modificata, mentre Collins Aerospace e Parker Aerospace stanno sviluppando i sistemi di alimentazione. Nell'agosto 2020, Premium Aerotec ha iniziato a produrre il serbatoio centrale posteriore per il primo A321XLR ad Augusta, da trasferire allo stabilimento di Amburgo di Airbus all'inizio del 2021.
Il 20 luglio 2024, la versione dell'A321neo XLR motorizzata con i CFM-Leap 1A riceve la certificazione dall' EASA.
Il 29 ottobre 2024 è stato consegnato il primo esemplare alla compagna di bandiera spagnola Iberia, cliente di lancio del modello.

## Dati tecnici

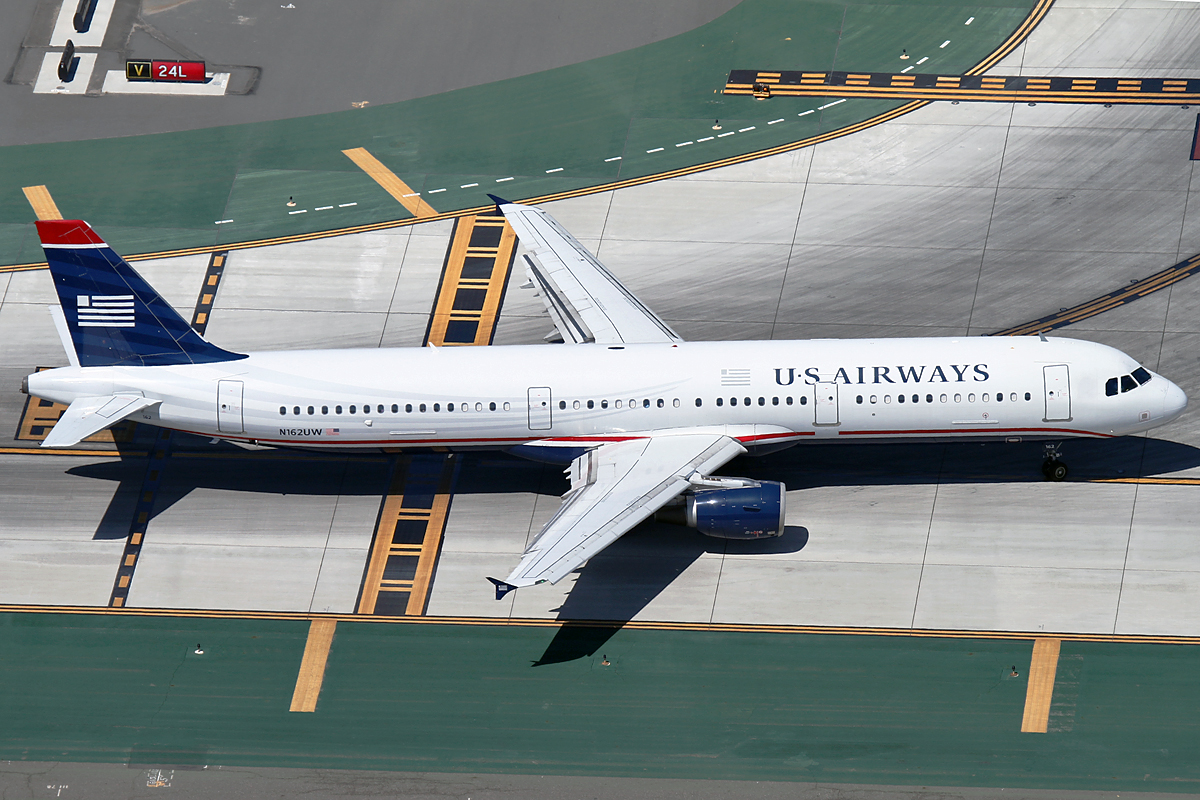
Le uscite di emergenza dell'A320 poste sopra le ali sono state sostituite da due portelloni posti davanti e dietro le ali.

| Dati                                    | A321ceo                   | A321neo                   |
| --------------------------------------- | ------------------------- | ------------------------- |
| Codice ICAO                             | A321                      | A21N                      |
| Codice IATA                             | 321                       | 32Q                       |
| Equipaggio in cabina di pilotaggio      | 2 piloti                  | 2 piloti                  |
| Capacità massima passeggeri (1 classe)  | 220                       | 244                       |
| Lunghezza totale                        | 44,51 m                   | 44,51 m                   |
| Diametro cabina                         | 3,63 m                    | 3,63 m                    |
| Diametro fusoliera                      | 4,14 m                    | 4,14 m                    |
| Larghezza piano orizzontale             | 12,45 m                   | 12,45 m                   |
| Apertura alare                          | 34,10 m                   | 35,80 m                   |
| Superficie alare                        | 128,0 m²                  | 122,4 m²                  |
| Freccia alare                           | 25°                       | 25°                       |
| Altezza fusoliera                       | 5,97 m                    | 5,97 m                    |
| Altezza totale                          | 12,10 m                   | 12,10 m                   |
| Passo                                   | 16,90 m                   | 16,90 m                   |
| Peso operativo a vuoto (OEW)            | 48 500 kg                 | 50 100 kg                 |
| Peso massimo senza carburante (MZFW)    | 69 500 kg                 | 73 300 kg                 |
| Peso massimo durante il rullaggio (MTW) | 83 400 kg                 | 89 400 kg                 |
| Peso massimo al decollo (MTOW)          | 83 000 kg                 | 89 000 kg                 |
| Peso massimo all'atterraggio (MLW)      | 73 500 kg                 | 77 300 kg                 |
| Carico utile massimo                    | 25 300 kg                 | 25 500 kg                 |
| Capacità cargo                          | 51,7 m³                   | 51,7 m³                   |
| Capacità massima carburante             | 23 700 L                  | 23 700 L                  |
| Velocità di crociera                    | 0,78 Mach (963,14 km/h)   | 0,78 Mach (963,14 km/h)   |
| Velocità massima                        | 0,82 Mach (1 012,54 km/h) | 0,82 Mach (1 012,54 km/h) |
| Autonomia                               | 3 200 nmi 5 950 km        | 4 000 nmi 7 400 km        |
| Quota di tangenza                       | 40 000 ft (12 192 m)      | 40 000 ft (12 192 m)      |
| Motori (x2)                             | CFM56-5B IAE V2500        | CFM LEAP-1A PW1100G       |
| Spinta (x2)                             | 129-142 kN 120-141 kN     | 141-143 kN 146-148 kN     |

## Utilizzatori
Al giugno 2023, dei 3 045 esemplari prodotti, 2 980 sono operativi.

### Civili
Gli utilizzatori principali sono:
- American Airlines (298 esemplari)
- Delta Air Lines (177 esemplari)
- China Southern Airlines (157 esemplari)
- Wizz Air (153 esemplari)
- Turkish Airlines (121 esemplari)
- IndiGo (97 esemplari)
- JetBlue Airways (93 esemplari)
- Air China (91 esemplari)
- China Eastern Airlines (77 esemplari)
- Lufthansa (71 esemplari)
- Sichuan Airlines (70 esemplari)
- VietJetAir (66 esemplari)
- Vietnam Airlines (65 esemplari)
- LATAM Airlines Group (55 esemplari)
- Frontier Airlines (46 esemplari)
- Pegasus Airlines (41 esemplari)
- Spirit Airlines (40 esemplari)
- Juneyao Airlines (37 esemplari)
- Aeroflot (36 esemplari)
- Volaris (36 esemplari)
- Viva Aerobus (35 esemplari)
- Air Canada (33 esemplari)
- All Nippon Airways (26 esemplari)
- British Airways (26 esemplari)

### Governativi e militari
Gli utilizzatori sono:
- Forza Aerea della Germania (3 esemplari)[61]